# Người Mân Nam
Người Mân Nam hay người Phúc Kiến là người Hán sống ở vùng Mân Nam, tỉnh Phúc Kiến, Trung Quốc, sử dụng tiếng Mân Nam (còn gọi là tiếng Phúc Kiến) là ngôn ngữ chính. Còn có các tên gọi khác như người Phúc Lão, Hạc Lão (Bạch thoại tự: Hok-ló-lâng/Hō-ló-lâng/Ho̍h-ló-lâng/Hô-ló-lâng), người Người Mân Nam (閩南儂; Bân-lâm-lâng) hoặc Người Phúc Kiến (福建儂; Hok-kiàn-lâng)
"Người Mân Nam" của trang này đề cập đến những người có tiếng bản địa là tiếng Mân Nam với phương ngữ chủ đạo là tiếng Mân Tuyền Chương được nói ở Mân Nam (tỉnh của Trung Quốc), Đài Loan, Malaysia, Singapore, Indonesia, Philippines và bởi nhiều người Hoa ở khắp Đông Nam Á.